# Severní Kalimantan
Severní Kalimantan (indonésky Kalimantan Utara) je jedna z provincií Indonésie. Rozkládá se na severovýchodě Kalimantanu, indonéské části ostrova Borneo. Na jihu sousedí s provincií Východní Kalimantan a na severu s Malajsií.
V roce 2010 žilo na dnešním území provincie zhruba 525 000 lidí, poslední odhad z prosince 2013 hovoří o 628 331 lidech. Největším městem je Tarakan ležící na stejnojmenném ostrově. Hustota zalidnění je zejména v hornatých oblastech na západě provincie velmi nízká (celkově za celou provincii cca 9 obyvatel na km²).
Provincie Severní Kalimantan byla zřízena 25. října 2012 na území, jež do té doby bylo součástí provincie Východní Kalimantan.

## Doprava
Mezinárodní dopravu obstarává letiště v Tarakanu a trajekty spojující pobřežní oblasti s malajsijským příhraničním městem Tawau. V provincii neexistují žádné pozemní hraniční přechody. Silniční síť je do značné míry tvořena nezpevněnými a bahnitými cestami.